# Lone Nilsson
Lone Nilsson (Ballerup, 5 settembre 1956) è un'ex calciatrice danese di ruolo difensore.
Ha giocato in Serie A con Bologna, Modena, Reggiana, Catania, Lecce e Lazio.
Ha vinto la Coppa del Mondo femminile 1971 con la Nazionale danese.